# Tetrapathes alata
Tetrapathes alata är en korallart som beskrevs av Brook 1889. Tetrapathes alata ingår i släktet Tetrapathes och familjen Aphanipathidae. Inga underarter finns listade i Catalogue of Life.